# Émetteur de Tipaza

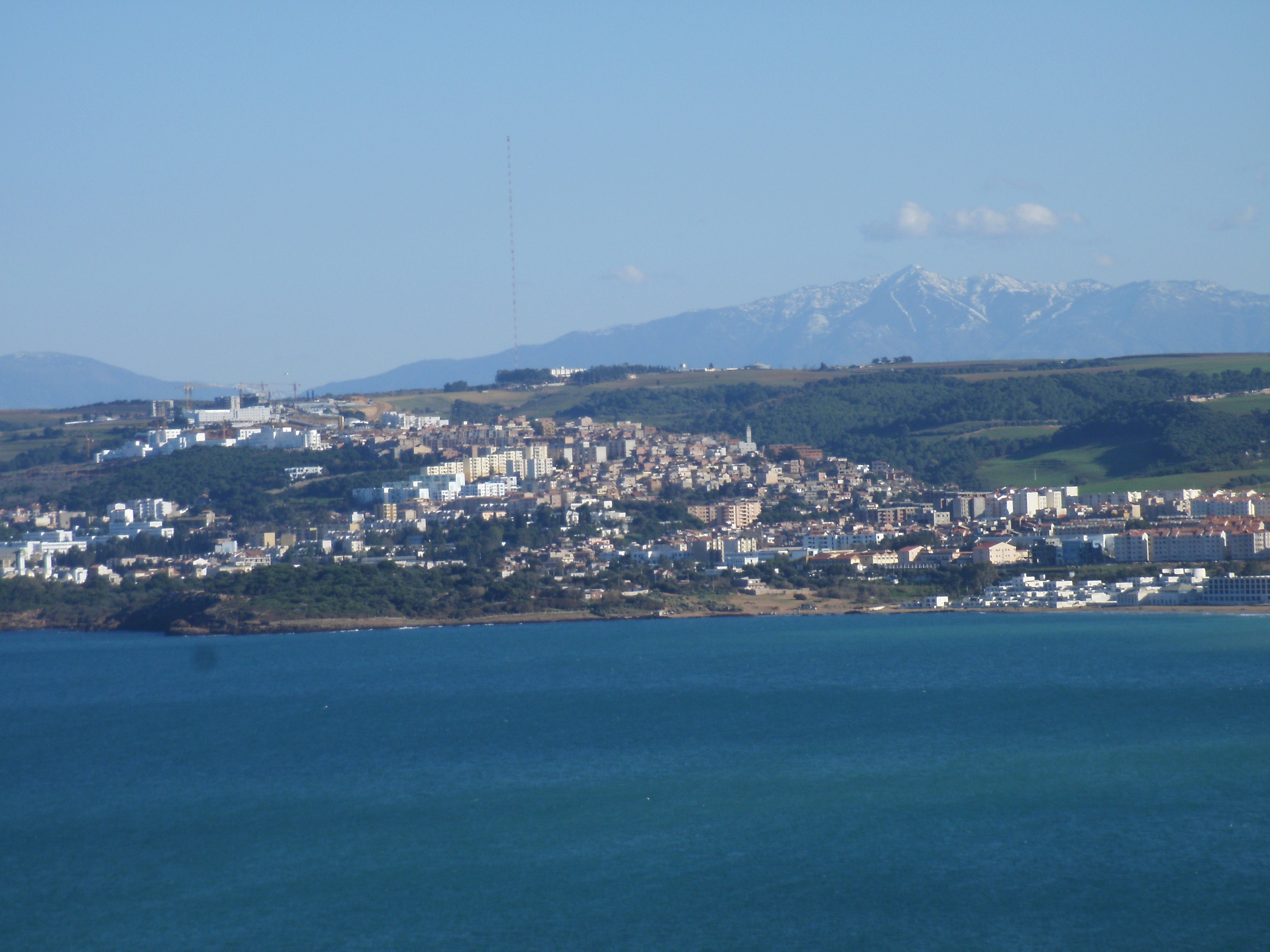
Vue de Tipaza avec l'émetteur à grandes ondes en arrière-plan.

Le centre de diffusion de Tipaza appartient la Radio et Télévision Algérienne. Il diffuse le programmes en français de Alger Chaîne 3 sur les grandes ondes (252 kHz). Il est situé près de Tipaza. Il émet avec une puissance de transmission de 1500 kW le jour et de 750 kW la nuit. Il peut être bien capté la nuit en Europe spécialement quand l'émetteur de Clarkestown en Irlande qui utilise la même fréquence est coupé. L'émetteur de Tipaza utilise comme antenne, un pylône d'une hauteur de 355 m. C'est la deuxième structure en Algérie par la hauteur.
La zone d'écoute s'étend au-delà des frontières du pays, notamment au Maroc et en Tunisie. Et également plusieurs pays d'Europe, dont l'Espagne, la France, l'Italie, Monaco et jusqu'en Belgique.
Emetteur arrêté depuis le 17 mars 2014 et reprise des émissions vers le 20 octobre 2014 puis, à nouveau l'arrêt de la diffusion dans les 10 jours qui ont suivi. Reprise de la diffusion le 13 novembre 2014.

## Lien
- Obstacles à la navigation aérienne de route en Algérie
- Radio Chaine 3
- http://fr.structurae.de/structures/data/index.cfm?id=s0038754@